# 뻥이요
뻥이요는 서울식품에서 제조판매하는 과자이다. 모태는 뻥튀기 과자를 본땄으며 1982년에 첫 출시하였다. 
아메리카 원주민들이 잿물이나 석화를 이용해서 옥수수껍질을 벗기는 방식의 호미니로 된 옥수수를 튀겨서 만든 과자이며 버터가 첨가되어있어서 고소하고 단맛이 난다. 
2021년 뻥이요 과자를 사칭한 뻥이야 과자가 나와서 대표는 징역형이 내렸다.
과거 80년대 어린이들이 거짓말을 할 때의 속어로도 쓰였다. 
현재 나온 제품은 오리지널, 허니뻥이요 등이 있다.